# Putting Pep in Slowtown
Putting Pep in Slowtown (o Putting the Pep in Slowtown) è un cortometraggio muto del 1916 diretto da Wally Van.

## Produzione
Il film fu prodotto dalla Vitagraph Company of America.

## Distribuzione
Distribuito dalla General Film Company, il film - un cortometraggio in una bobina - uscì nelle sale cinematografiche statunitensi il 13 marzo 1916.